# Ville-Marie (ville)
Pour les articles homonymes, voir Marie et Ville-Marie.
Ville-Marie est une ville canadienne au Québec, chef-lieu de la MRC de Témiscamingue, dans la région de l'Abitibi-Témiscamingue. 

## Toponymie
Le toponyme algonquin de la ville est Wikwedo.

## Histoire
La ville est établie à la fin du XIXe siècle. Elle se développe autour de la colonie missionnaire des Oblats et des postes de compagnies forestières qui exploitent les grandes forêts du lac Témiscamingue pendant plusieurs décennies. La mission des Oblats s'était déjà établie en 1863 près du fort Témiscamingue. Ce fort avait été construit en 1679 sur une île, à environ 20 km de l'emplacement actuel, par des traiteurs de pelleteries et avait été détruit vers 1688. Le Chevalier de Troye s'y était arrêté en 1686 pendant son expédition pour reprendre les forts de la Baie James à la Compagnie de la Baie d'Hudson. Il a été fondé de nouveau à son emplacement actuel en 1720.
La volonté de coloniser des terres autour du lac par des familles des régions plus anciennes du Québec conduit à la fondation de Ville-Marie par le frère oblat Joseph Moffet en 1886. Le nom rend hommage à la patronne des Oblats de Marie-Immaculée, communauté religieuse à l'origine de la localité.
Sise dans la baie Kelly, renommée baie des Pères, Ville-Marie devient le principal centre d'affaires et de services de la région du Témiscamingue. Des bateaux à vapeurs qui naviguent sur le lac Témiscamingue accostent au quai de Ville-Marie pour y déposer les colons venus défricher les terres de l'arrière-pays témiscamien. Dans la première moitié du XXe siècle, son importance est marquée par la présence de nombreux établissements commerciaux, de bureaux gouvernementaux, d'une gare, d'un palais de justice, d'une prison provinciale, d'un hôpital, d'une station de radio (CKVM), d'une école moyenne d'agriculture, d'une école normale, de plusieurs communautés religieuses.  Ville-Marie est constituée en village en 1897 et obtient le statut de ville en 1962.

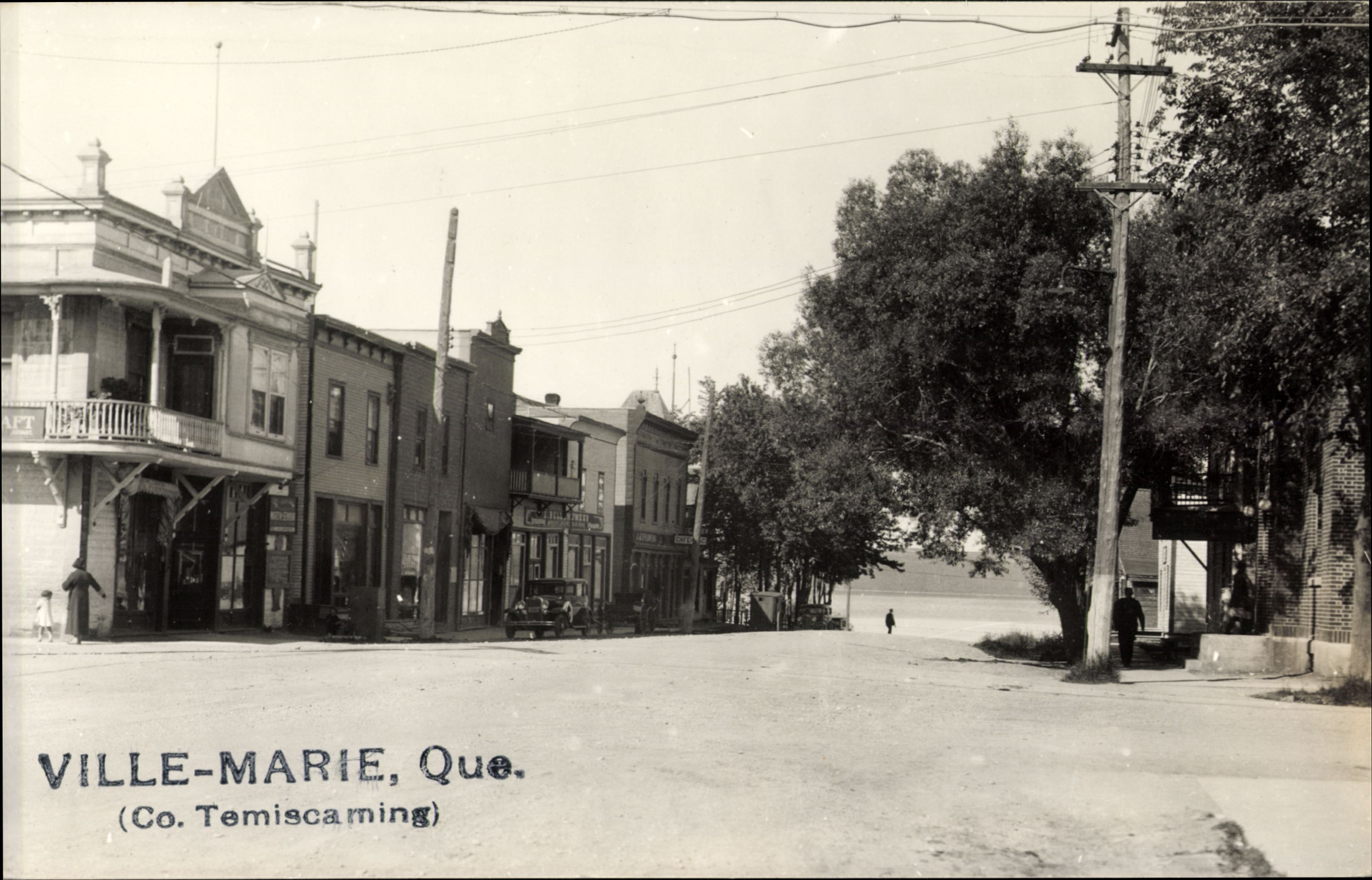
Ville-Marie, carte postale, entre environ 1920 et 1940.

En 1904, à l'initiative des missionnaires Oblats de Marie-Immaculée, une grotte dédiée à Notre-Dame-de-Lourdes est construite sur une colline en bordure de la ville.  Elle se veut une réplique la plus fidèle possible de la grotte de Massabielle au sanctuaire de Notre-Dame-de-Lourdes en France.  Un premier pèlerinage a lieu le 23 octobre 1904. À partir de 1905, un pèlerinage se tient tous les ans, le 15 août, jour de l'Assomption de la Bienheureuse Vierge-Marie.  Le dernier pèlerinage a lieu en 2019, l'année où la grotte est fermée pour des raisons de sécurité liées à la vétusté de la structure. Considérée comme trop dangereuse, la grotte Notre-Dame-De-Lourdes de Ville-Marie est démolie en octobre 2023. Un projet est à l'étude afin de la remplacer.
Le chemin de fer, construit par l'Interprovincial and James Bay Railway (acquis par le chemin de fer Canadien Pacifique), arrive à Ville-Marie vers 1923.  Il s'agit d'un embranchement en cul-de-sac partant de la ligne principale qui relie la ville de Témiscaming, située à l'embouchure du lac Témiscamingue, avec le village d'Angliers situé sur la rive du lac des Quinze. Cette particularité fait en sorte que les trains arrivent à Ville-Marie en marche arrière.
En 2012, Ville-Marie remporte le concours du plus beau village du Québec, concours organisé par le journal La Presse.
Le fonds d'archives de la paroisse Notre-Dame-du-Rosaire de Ville-Marie est conservé au centre d'archives de Rouyn de Bibliothèque et Archives nationales du Québec.

### Chronologie
- 13 octobre 1897 : Fondation du village de Ville-Marie.
- 22 décembre 1962 : Le village de Ville-Marie devient la ville de Ville-Marie.

## Géographie
Ville-Marie borde le lac Témiscamingue près de l'Ontario.

## Démographie
| 1901 | 1911 | 1921 | 1931  | 1941  | 1956  | 1961  |
| ---- | ---- | ---- | ----- | ----- | ----- | ----- |
| 502  | 850  | 840  | 1 049 | 1 001 | 1 409 | 1 710 |

| 1991  | 1996  | 2001  | 2006  | 2011  | 2016  | 2021  |
| ----- | ----- | ----- | ----- | ----- | ----- | ----- |
| 2 581 | 2 855 | 2 770 | 2 696 | 2 595 | 2 584 | 2 464 |

## Administration
Les élections municipales se font en bloc pour le maire et les six conseillers.
| Ville-Marie Maires depuis 2001                                                                                       |                 |         |          |
| Élection | Maire           | Qualité | Résultat |
| 2001 | Sylvain Trudel  |         | Voir     |
| 2005 | Sylvain Trudel  | Voir    |          |
| 2009 | Bernard Flébus  |         | Voir     |
| 2013 | Bernard Flébus  | Voir    |          |
| 2017 | Michel Roy      |         | Voir     |
| 2021 | Martin Lefebvre |         | Voir     |
| Élection partielle en italique Depuis 2005, les élections sont simultanées dans toutes les municipalités québécoises |                 |         |          |

## Personnalités
- Réal Couture
- Pierre Brien
- Martin Héroux
- Philippe Scrive

## Attrait touristique
- Biennale international d'art miniature[14]
- Foire gourmande de l'Abitibi-Témiscamingue et du Nord-Est ontarien[15]
- Ville-Marie en fête
- Histoire de la grotte et Pèlerinage marial diocésain[16]
- Exposition Nin de l'organisme Minwashin[17].
- Chocolaterie " Les Chocolats Martine".

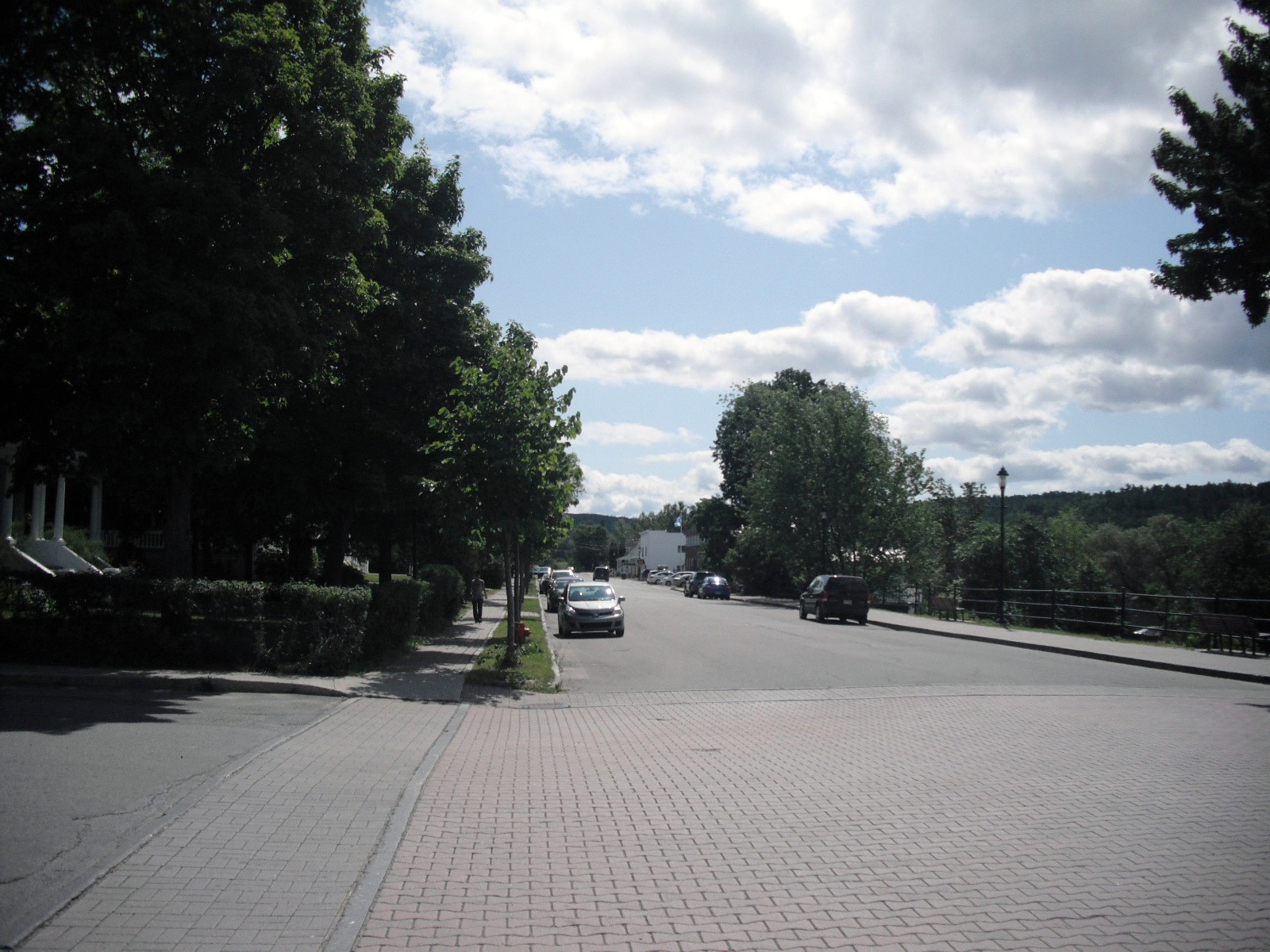
Vue sur la rue Notre-Dame Sud.

## Climat
Ville-Marie affiche un climat continental humide typique, avec des hivers généralement froids et des étés modérément chauds et humides. Le lac Témiscamingue tempère largement le climat, conférant à Ville-Marie des températures généralement plus douces que ce qu'on retrouve dans d'autres municipalités plus éloignées du lac. La ville détient le record du jour le plus chaud du Québec avec une température de 40 °C enregistrée le 6 juillet 1921.
| Mois                              | jan.  | fév.  | mars  | avril | mai  | juin | jui. | août | sep. | oct. | nov. | déc.  |
| --------------------------------- | ----- | ----- | ----- | ----- | ---- | ---- | ---- | ---- | ---- | ---- | ---- | ----- |
| Température minimale moyenne (°C) | −21,4 | −20,1 | −12,6 | −3,5  | 3,5  | 8,9  | 11,9 | 11   | 6,6  | 1,2  | −5,8 | −15,7 |
| Température moyenne (°C)          | −15,2 | −13,5 | −6,5  | 2,6   | 10,4 | 15,5 | 18,2 | 17   | 11,9 | 5,7  | −2   | −10,5 |
| Température maximale moyenne (°C) | −8,9  | −6,9  | −0,4  | 8,6   | 17,2 | 22   | 24,5 | 23   | 17,2 | 10,2 | 1,8  | −5,2  |